# Storm Lake
För andra betydelser, se Storm Lake (olika betydelser).
Storm Lake är en stad (city) i Buena Vista County, i delstaten Iowa, USA. Enligt United States Census Bureau har staden en folkmängd på 10 674 invånare (2011) och en landarea på 10,6 km². Storm Lake är huvudort i Buena Vista County.